# Diana Aguavil

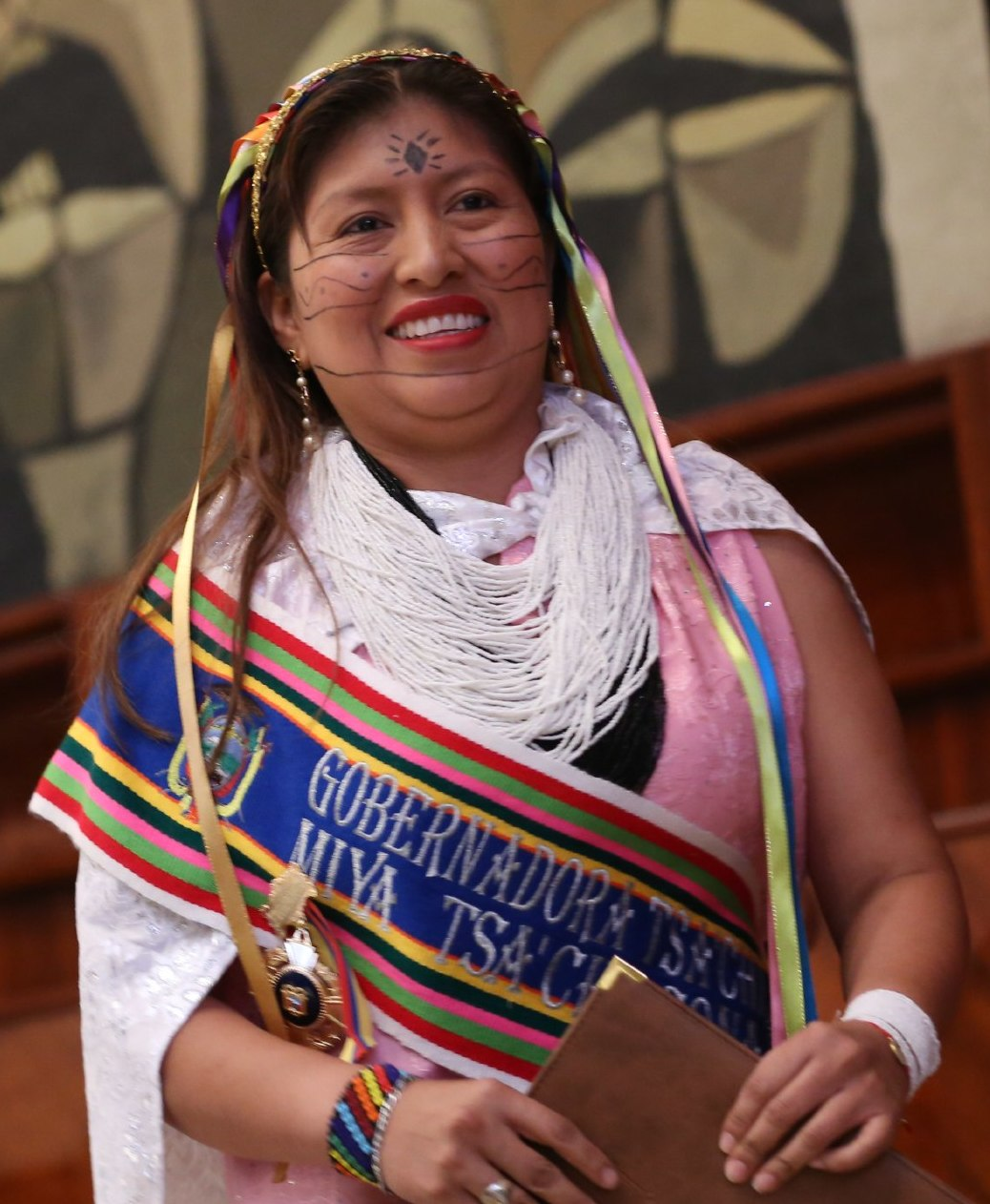
Diana Aguavil

Diana Alexandra Aguavil Calazacón (geb. 7. August 1983 in Santo Domingo, Ecuador) ist eine ecuadorianische indigene Führungspersönlichkeit und seit dem 25. August 2018 die erste weibliche Gouverneurin der Tsáchila. Bis sie die Wahl 2018 gewann, hatten 104 Jahre lang Männer regiert. Sie war auch erst die zweite Frau, die als Kandidatin angetreten war.
Im April 2019 zeichnete die Nationalversammlung Ecuadors Diana Aguavil für ihre sozialen Verdienste als erste weibliche Gouverneurin der Tsáchila aus. Außerdem erhielt sie eine gesetzliche Urkunde, in der ihre Arbeit und ihr unermüdlicher Einsatz für das Gemeinwohl anerkannt wird. Diese Aktivität fand im Rahmen der Feierlichkeiten des traditionellen Kasama-Festes statt, das die Identitätswerte der Tsáchila feiert.